# Saku Suurhall
Il Saku Suurhall di Tallinn, è lo stadio al coperto più grande dell'Estonia, intitolato alla birra saku.
Si trova ad ovest della città, nel distretto di Haabersti.
È stato costruito nel 2001 e può ospitare 10 000 persone. Normalmente è utilizzato per partite di pallacanestro e hockey su ghiaccio, ma sovente è sede di concerti.

## Eventi ospitati
- Edizione del 2002 dell'Eurovision Song Contest
- Teatro e mostre: ABBA - The Show, Chicago, David Copperfield, Riverdance.
- Campionato di basket baltico